# باچان پاندی
 باچان پاندی (به انگلیسی: Bachchhan Paandey) فیلمی هندی محصول سال ۲۰۲۲ و به کارگردانی فرهاد سامجی است. در این فیلم بازیگرانی همچون آکشی کومار، کریتی سانون، ژاکلین فرناندز، آرشاد وارسی، پانکاج تریپاتی، پراتیک بابار، آشوین موشران، ساجد نادیادوالا، احمد خان و موهان آگاشه ایفای نقش کرده‌اند.